# Sydney Sweeney
Sydney Sweeney (Spokane, Washington, 1997. szeptember 12. –) amerikai színésznő. 
Televíziós szerepei közé tartozik Eden Spencer A szolgálólány meséjének második évadából (2018), Alice az HBO Éles tárgyak című minisorozatából (2019) és Cassie Howard szintén az HBO Eufória című tini drámasorozatából (2019). Filmbéli szerepei közül a legismertebb Quentin Tarantino Volt egyszer egy Hollywood című filmjében (2019) volt, melyben a Manson család egy tagját alakította.

## Fiatalkora
Sydney a Washington állambeli Spokane-ben született és nevelkedett, édesanyja ügyvéd, édesapja orvosi pályán dolgozik. A színjátszás iránt egy független film keltette fel érdeklődését, melyre meghallgatást akart nyerni. Hogy szüleit meggyőzze, egy ötéves üzleti tervet mutatott be nekik, elérve beleegyezésüket, majd Los Angelesbe költöztek. Van egy öccse, Trent.

## Karrier
Pályafutása kezdetén vendégszerepelt a Hősök, a 90210, a Gyilkos elmék, a Harcra fel! és A Grace klinika epizódjaiban. Ezeket A semmi közepén és a Hazug csajok társasága című műsorok követték.
Televíziós áttörését a Netflix Mekkora szívás! című sorozata hozta el számára, melyben főszerepet osztottak rá. Filmes karrierje a Kaliforniai rémálom című 2018-as filmmel kezdődött.
Ezek után már olyan sikersorozatokban szerepelt, mint az Éles tárgyak, A szolgálólány meséje és az Eufória. Ezen sorozatokban együtt dolgozott többek között Amy Adamsszel, Elisabeth Moss-szal, Joseph Fiennesszal és Zendayával. 2019-ben kisebb szerepet játszott Quentin Tarantino Volt egyszer egy Hollywood című rendezésében.
Sweeney 2025-ben az American Eagle farmerruházati márka reklámkampányában szerepelt, mely nagy port kavart. Egyesek szerint a reklámkampánynak egy faji megkülönböztetésen alapuló, rejtett jelentése van, mely miatt a reklám náci hangvételű.

## Magánélete
Sweeney jelenleg vállalkozónak tanul, emellett képzett MMA-harcos és földharcot is űzött.

## Filmográfia

### Film
| Év   | Magyar cím                 | Eredeti cím                              | Szerep                  | Magyar hang     |
| ---- | -------------------------- | ---------------------------------------- | ----------------------- | --------------- |
| 2009 |                            | ZMD: Zombies of Mass Destruction         | Lisa                    |                 |
| 2010 |                            | Poppies: Odyssey of an Opium Eater       | Sarah Detzer            |                 |
| 2010 |                            | Takeo (rövidfilm)                        | Samantha Wright         |                 |
| 2010 |                            | Night Blind (rövidfilm)                  | elveszett lány          |                 |
| 2010 | A kórterem                 | The Ward                                 | Alice fiatalon          |                 |
| 2013 | Pókok                      | Spiders 3D                               | Emily                   |                 |
| 2015 |                            | Held                                     | Lily Woods              |                 |
| 2015 |                            | Love Made Visible                        | Leah                    |                 |
| 2015 |                            | The Martial Arts Kid                     | Julia                   |                 |
| 2015 |                            | The Unborn                               | Little Janey Hutchins   |                 |
| 2015 | Veszélyes külváros         | Stolen From Suburbia                     | Emma Hudson             |                 |
| 2016 |                            | Cassidy Way                              | Kelsey Connors          |                 |
| 2016 |                            | Angels in Stardust                       | Annie                   |                 |
| 2016 |                            | The Horde                                | Hailey Summers          |                 |
| 2017 |                            | Vikes                                    | Ida                     |                 |
| 2017 | Mutáns mutánsok támadása   | Dead Ant                                 | Sam                     |                 |
| 2017 |                            | It Happened Again Last Night (rövidfilm) | Paige fiatalon          |                 |
| 2018 |                            | Relentless                               | Ally                    |                 |
| 2018 | Kaliforniai rémálom        | Under the Silver Lake                    | Shooting Star           |                 |
| 2018 | Együtt a gonosszal         | Along Came the Devil                     | Ashley                  |                 |
| 2019 | A nagybetűs kamaszkor      | Big Time Adolescence                     | Holly                   | Tolnai Klára    |
| 2019 |                            | Clementine                               | Lana                    |                 |
| 2019 | Volt egyszer egy Hollywood | Once Upon A Time in Hollywood            | Dianne "Snake" Lake     | Schmidt Sára    |
| 2020 | Noktürn                    | Nocturne                                 | Juliet Lowe             |                 |
| 2021 | Kukkolók                   | The Voyeurs                              | Pippa                   | Berkes Boglárka |
| 2021 | Az éjszaka fogai           | Night Teeth                              | Eva                     | Molnár Ilona    |
| 2023 |                            | Reality                                  | Reality Winner          |                 |
| 2023 |                            | Americana                                | Penny Jo Poplin         |                 |
| 2023 | Imádlak utálni             | Anyone but You                           | Bea                     | Podlovics Laura |
| 2024 | Madame Web                 | Madame Web                               | Julia Carpenter / Póknő | Dér Marus       |
| 2024 | Szeplőtlen                 | Immaculate                               | Cecilia nővér           | Berkes Boglárka |
| 2024 |                            | Eden                                     | Margret Wittmer         |                 |
| 2025 |                            | Echo Valley                              | Claire Garrett          |                 |
| 2025 |                            | The Housemaid                            | Millie                  |                 |

### Televízió
| Év        | Magyar cím             | Eredeti cím              | Szerep                            | Megjegyzések                                               |
| --------- | ---------------------- | ------------------------ | --------------------------------- | ---------------------------------------------------------- |
| 2009      | Hősök                  | Heroes                   | kislány                           | 1 epizód (Hisztériás vakság)                               |
| 2009      | Gyilkos elmék          | Criminal Minds           | Dani Forester                     | 1 epizód (Rókalyuk)                                        |
| 2010      | Életre-halálra         | Chase                    | Kayla Edwards                     | 1 epizód (Törvényen kívül)                                 |
| 2010      | 90210                  | 90210                    | lány                              | 1 epizód                                                   |
| 2011      | Harcra fel!            | Kickin' It               | Kelsey Vargas                     | 1 epizód (Kardok és varázslat)                             |
| 2011      | Lopom a sztárom        | The Bling Ring           | Izzy Fishman                      | tévéfilm                                                   |
| 2014      | A Grace klinika        | Grey's Anatomy           | Erin Weaver                       | 1 epizód (El se kezdjük!)                                  |
| 2017      |                        | Monster School Animation | Madeline Rayon (hangja)           | 1 epizód                                                   |
| 2017      | A semmi közepén        | The Middle               | diáklány                          | 1 epizód (A legutolsó vizsga)                              |
| 2017      | Hazug csajok társasága | Pretty Little Liars      | Willa                             | 1 epizód (Míg a halál el nem választ)                      |
| 2017      |                        | In the Vault             | Haley Caren                       | websorozat (7 epizód)                                      |
| 2018      | Mekkora szívás!        | Everything Sucks!        | Emaline Addario                   | főszereplő (10 epizód)                                     |
| 2018      | A szolgálólány meséje  | The Handmaid's Tale      | Eden Spencer                      | visszatérő szerep (7 epizód)                               |
| 2018      | Éles tárgyak           | Sharp Objects            | Alice                             | - minisorozat (7 epizód) - magyar hangja: - Mikecz Estilla |
| 2018      |                        | Manic                    | Missy 'Paper Girl'                | rövidfilm                                                  |
| 2018      | A másik lány           | The Wrong Daughter       | Samantha                          | tévéfilm                                                   |
| 2019–     | Eufória                | Euphoria                 | Cassie Howard                     | - főszereplő - magyar hangja:[forrás?] - Molnár Ilona      |
| 2021      | A Fehér Lótusz         | The White Lotus          | Olivia Mossbacher                 | - főszereplő (1. évad) - magyar hangja: - Berkes Boglárka  |
| 2021–2022 | Robotcsirke            | Robot Chicken            | Barbie / egyéb szereplők (hangja) | 4 epizód                                                   |
| 2024      | Saturday Night Live    | Saturday Night Live      | önmaga (házigazda)                | 1 epizód (Sydney Sweeney / Kacey Musgraves)                |

### Videóklipek
| Év   | Előadó             | Cím       |
| ---- | ------------------ | --------- |
| 2019 | Halsey             | Graveyard |
| 2023 | The Rolling Stones | Angry     |

## Fordítás
- Ez a szócikk részben vagy egészben  a   Sydney Sweeney című angol Wikipédia-szócikk fordításán alapul.  Az eredeti cikk szerkesztőit annak laptörténete sorolja fel. Ez a jelzés csupán a megfogalmazás eredetét és a szerzői jogokat jelzi, nem szolgál a cikkben szereplő információk forrásmegjelöléseként.